# Poecilium kozlovi
Poecilium kozlovi är en skalbaggsart som först beskrevs av Semenov och Plavilstshikov 1936.  Poecilium kozlovi ingår i släktet Poecilium och familjen långhorningar. Inga underarter finns listade i Catalogue of Life.